# Wereld Roeisprints
De Wereld Roeisprints is een idee dat werd geïntroduceerd in 2002 om het roeien terug naar het centrum van de steden te brengen. Het eerste evenement vond plaats op het Serpentine Lake in Hyde Park te Londen en werd gesponsord door Mercedes-Benz. Teams uit het Verenigd Koninkrijk, de Verenigde Staten, Duitsland en Nederland namen deel aan de 500 meter race. Beroemde roeikampioenen, waaronder Matthew Pinsent en James Cracknell namen deel aan de wedstrijd.
Elk team bestond uit 13 roeiers (5 vrouwen en 7 mannen en een stuurman - of vrouw). De evenementen werden gehouden in dames Single Sculls (skiff), mannen Single Sculls, Dames dubbeltwee, heren twee zonder stuurman, dames twee zonder stuurman en heren vier. Deze bemanning werd vervolgens samengevoegd tot gemengde Quad Sculls (koppelvier) en Coxed Eights (acht met stuurman).
Groot-Brittannië werd de uiteindelijke winnaar en gekroond als Mercedes-Benz sprints champions.